# Centaurea kavadarensis
Centaurea kavadarensis — вид квіткових рослин айстрових (Asteraceae). Ендемік Північної Македонії.
Це місцевий ендемічний вид, який зустрічається в околицях села Майдан, Алчар.